# Інститут регіональних досліджень імені М. І. Долішнього НАН України
Інститут регіональних досліджень імені М. І. Долішнього — інститут в структурі НАН України, що є головною науковою установою України з проблем регіональної політики та транскордонного співробітництва. Він утворений в 1994 році на базі Львівського відділення Інституту економіки НАН України, яке було засноване в 1964 році.

## Короткий опис
В Інституті проводяться фундаментальні і прикладні дослідження: проблем формування регіональної політики, систем управління та еколого-економічного регулювання розвитку регіонів, раціонального використання виробничого, трудового, природно-ресурсного та інтелектуального потенціалу регіонів, ринкової інфраструктури і підприємництва, зовнішньоекономічної діяльності та транскордонного співробітництва, регіональної статистики.
Інститут здійснює: підготовку проектів програм соціально-економічного розвитку різних територіальних одиниць і виробничих підприємств, організацій, розробку методик, проектів законодавчих і нормативних актів, наукові експертизи, організацію нарад, семінарів, конференцій, надає консультації з усіх напрямків своєї наукової діяльності.
Інститут виконує функції методологічного, науково-організаційного і координаційного центру, є засновником та видавцем науково-практичного журналу «Регіональна економіка».